# 61. østlige længdekreds
Den 61. østlige længdekreds (eller 61 grader østlig længde) er en længdekreds, der ligger 61 grader øst for nulmeridianen. Den løber gennem Ishavet, Europa, Asien, det Indiske Ocean, det Sydlige Ishav og Antarktis.